# Bulbophyllum encephalodes
Bulbophyllum encephalodes é uma espécie de orquídea (família Orchidaceae) pertencente ao gênero Bulbophyllum. Foi descrita por Victor Samuel Summerhayes em 1951.